# بی‌دی+۱۴°۴۵۵۹
بی‌دی+۱۴°۴۵۵۹ یک ستاره است که در صورت فلکی اسب بالدار قرار دارد.